# South Pacific Championship 1987
El South Pacific Championship 1987 (Campeonato del Pacífico Sur) fue la segunda edición del South Pacific Championship, el torneo de rugby para equipos de Oceanía.
Participaron equipos de Australia, Fiyi y Nueva Zelanda.
El torneo fue compartido entre los neozelandeses de Canterbury y Auckland luego de quedar empatados en puntos al final del campeonato.

## Modo de disputa
El torneo se disputó con el sistema de todos contra todos a una serie. Cada partido dura 80 minutos divididos en dos partes de 40 minutos.
Cada participante enfrenta a los cinco restantes, el equipo que consiga más puntos al final de la competición es declarado como campeón.

### Puntuación
Teniendo en cuenta los resultados de los partidos, los puntos se repartieron:
- 4 puntos por victoria.
- 2 puntos por empate.
- 0 puntos por derrota.

También se otorgó punto bonus defensivo:
- 1 punto por derrota por siete o menos tantos.

## Clasificación
| Pos. | Equipo          | Encuentros | Encuentros | Encuentros | Encuentros | Tantos | Tantos | Tantos | PB | PB | Puntos |
| Pos. | Equipo          | PJ         | PG         | PE         | PP         | F      | C      | Dif    | BO | BD | Puntos |
| ---- | --------------- | ---------- | ---------- | ---------- | ---------- | ------ | ------ | ------ | -- | -- | ------ |
| 1.º  | Canterbury      | 5          | 4          | 0          | 1          | 121    | 92     | +29    | 0  | 1  | 17     |
| 1.º  | Auckland        | 5          | 4          | 0          | 1          | 175    | 79     | +96    | 0  | 1  | 17     |
| 3.º  | Queensland Reds | 5          | 3          | 0          | 2          | 129    | 96     | +33    | 0  | 1  | 13     |
| 4.º  | New South Wales | 5          | 3          | 0          | 2          | 112    | 95     | +17    | 0  | 1  | 13     |
| 5.º  | Fiyi            | 5          | 1          | 0          | 4          | 69     | 181    | -112   | 0  | 2  | 6      |
| 6.º  | Wellington      | 5          | 0          | 0          | 5          | 87     | 150    | −63    | 0  | 1  | 1      |

## Campeón
| Bandera de Nueva Zelanda |
| Campeón Canterbury       |
| Segundo título           |

| Bandera de Nueva Zelanda |
| Campeón Auckland         |
| Primer título            |